# 祥妃
祥妃（1808年正月十三日—1861年正月初六），钮祜禄氏。郎中久福之女，內閣中書索寧安之孫女，一等男兼察哈尔总管恒德之曾孫女。

## 早期生平
嘉庆十三年正月十三日辰时，钮祜禄氏出生。道光二年（1822年），她在外八旗選秀中被指定为祥贵人而入宫，居翊坤宮。根據內務府《鴻稱通用》里的記載，「祥」字的滿文意思為「吉祥」、「福氣」。同樣的滿文也被用於封諡「禧」字中。 道光三年二月二十二日，祥貴人诏晋為祥嫔；十一月二十五日，以礼部尚书穆克登额为正使，内阁学士特登额为副使，正式册封为祥嫔。道光四年八月（1824年）庚午，祥嬪诏晋为祥妃。
道光五年正月十三日子时，生皇二女，二公主因先天不足而诱发慢惊风，从六月十六日开始医治，至七月十四日还是不幸夭折，只活了不到半岁。道光五年四月十三日，以礼部尚书汪廷珍为正使，礼部右侍郎刘彬士为副使，册封祥妃。
道光七年八月，皇后妃嬪等位會親，其中祥妃親族人等出入走福原門。
道光九年十月十九日卯时，生皇五女寿臧和硕公主。此時，和恭慈皇太后仍在盛京祭祖回銮的路上，十月二十四日才回宫。从凊实录和起居注来看，在該年十一月十七日，道光帝曾陪皇太后专门去翊坤宮看望祥妃，卻沒有順便看望剛生下三阿哥的靜妃。道光十一年六月十五日辰时，生皇五子惇勤亲王奕誴。

## 晚期生平
道光十五年的万寿节，皇子和皇女们给道光帝行礼，唯独没有五公主。当年年底，五阿哥出痘送圣，祥妃赏赐了奏乐的昇平署太监，而道光帝却没有按例给这些太监赏赐，其他阿哥送圣后時，太監都有一些賞賜。道光帝对他們如此冷遇，只能是出于对他们的母亲祥妃的厌恶。道光十五年十一月，祥妃的宫分如同貴人之位，明显已经失宠，惟位下的宫女人数还是依妃位配給。由此可见，此时的祥妃虽然还保有位分，但已经失宠并连累了她的儿女。
道光十五年除夕和道光十六年元旦的宫廷活动，祥妃和五公主都没有参加。而且道光十六年十一月的后妃缎匹宫分中，祥妃的排序甚至在佳嬪之後，宫內的一切待遇亦照贵人之例配給，空有個妃的名号 。由此可見，道光帝已極度厭惡祥妃，已有將鈕祜祿氏降為貴人之心。
道光十七年，钮祜禄氏已降为祥贵人，位序在常贵人之次。道光二十六年十一月三十日，祥貴人位下的宮女安庆、伶安、伶顺三人因怕祥貴人又責打她們，一時糊塗而從翊坤宮跑趕出來。因此，她們受重责三十板，並且即刻趕出宫去。
道光三十年（1850年），清文宗登极，尊其為皇考祥嫔。咸丰元年三月十五日，以礼部右侍郎瑞麟为使，册封为皇考祥嫔。
咸豐八年，壽二所祥嬪位下失去物件，本處太監徐得崔來喜等人被交出審訊。
咸丰十年腊月二十九日，咸丰帝对跟随其到热河行宮的先帝嫔妃进行了年节赏赐。此时的祥嫔尚在赏赐行列中，怎料翌年 (1861年) 正月初六日，就出现了咸丰帝送祥嬪殉殓物品的记录。殉殮物品有碧玉蓮蓬子手串一盤、白玉珮一件、小荷包一箇和金洋錢兩箇。每箇重三錢五分。因为遺體在热河行宮，在时间点上不方便，所以鈕祜禄氏的后事一切从简了，惟仍用银八千一百多两。
咸豐十一年二月二十五日，金棺暫安慕東陵西配殿；十月二十二日，因生育惇親王而被穆宗追尊為皇祖祥妃。同治二年九月初四日辰時，祥妃金棺奉安慕東陵。同治六年，如意館「請領恭裱祥妃朝衣喜容像掛軸所需津貼錢文」，這是目前發現的唯一一例為妃級主位繪製朝服大像。

## 家族
祥妃出身自鑲黃旗滿洲弘毅公家族的第十房。祥妃與道光帝繼母孝和睿皇后的親緣關係相差較遠，但是孝和睿皇后仍是她的族內堂姐。根據《鑲黃旗鈕祜祿氏弘毅公家譜》等史料：
- 高祖父：噶都，妻葉赫那拉氏。

- 曾祖父：恆德，一等男兼察哈爾總管，妻覺爾察氏。

- 祖父：索寧安，內閣中書，妻馬佳氏。

- 父：久福，生於乾隆三十四年（1769年），其妻生於乾隆三十五年（1770年），為同旗滿洲沙濟富察氏寧夏將軍、一等敦惠伯傅良之孫女。

- 兄弟：長震、長謙、長晉、長咸、長節。

- 姐：生於乾隆五十七年（1792年）。宗室、告退三等侍衛積拉爾善之孫秀保之嫡妻[8]。

- 堂姐妹：伯父員外郎久祥之女，奉恩鎮國公奕橚之嫡妻[9]。

## 影视作品
- 電視劇

| 年份 | 劇名         | 演員   | 剧中姓名    | 劇中稱謂    |
| ---- | ------------ | ------ | ----------- | ----------- |
| 1987 | 滿清十三皇朝 | 苑瓊丹 | 鈕祜祿氏    | 祥貴人→祥妃 |
| 2006 | 大清後宮     | 伊能静 | 鈕祜祿·淑寧 | 祥嬪        |
| 2011 | 萬凰之王     | 李思欣 | 鈕祜祿·康祥 | 祥嬪        |